# She (rivière)
Pour les articles homonymes, voir She (homonymie).
La She (caractères chinois : 滠水)  ou Sheshui est une rivière  de la province chinoise du  Hubei et un des affluents du fleuve Yangzi Jiang. La rivière est longue de 112 kilomètres et son bassin versant a une superficie de 2 312 km². Elle prend sa source au pied du mont Sanjiao (Mont triangle) dans le xian de Dawu dans la ville-préfecture de Xiaogan. Elle traverse ensuite le xian de Hong'an dans la ville préfecture de Huanggang avec de finir sa course dans le district de Huangpi faisant partie de la ville de Wuhan. Sur son cours inférieur se trouvent plusieurs archéologiques notables.